# Pomaria jamesii
Pomaria jamesii är en ärtväxtart som först beskrevs av John Torrey och Asa Gray, och fick sitt nu gällande namn av Wilhelm Gerhard Walpers. Pomaria jamesii ingår i släktet Pomaria och familjen ärtväxter. IUCN kategoriserar arten globalt som livskraftig. Inga underarter finns listade i Catalogue of Life.